# Emergo
Emergo és una pel·lícula de terror espanyola de 2012 escrita per Rodrigo Cortés i dirigida per Carles Torrens. Es va estrenar el 4 de maig de 2012. S'ha doblat al català per TV3, que va emetre-la per primer cop el 17 d'octubre de 2013.

## Premissa
Es demana a un equip de parapsicologia que investigui la família White a l'apartament 143. Alan White (Kai Lennox) ha perdut la seva dona, inicialment a causa d'una malaltia no especificada, però després es va aclarir que el motiu és un accident de cotxe durant un brot psicòtic. La família comença a experimentar esdeveniments estranys poc després de la mort i es trasllada de la seva casa anterior a aquest apartament per tal d'escapar d'aquests fenòmens. La mudança en un principi funciona, però després d'aproximadament una setmana es reprenen els incidents estranys al nou habitatge.
L'equip està format pel Dr. Helzer (Michael O'Keefe), Paul Ortega (Rick Gonzalez) i la tècnica, l'Ellen Keegan (Fiona Glascott). Després de formar l'equip, obtenen proves convincents a la càmera.

## Repartiment
- Kai Lennox: Alan White
- Gia Mantegna: Caitlin White
- Fiona Glascott: Ellen Keegan
- Francesc Garrido: Heseltine
- Rick Gonzalez: Paul Ortega
- Michael O'Keefe: Dr. Helzer
- Damian Roman: Benny White
- Laura Martuscelli: Cynthia
- Fermi Reixach: Lamson